# Мис Горн

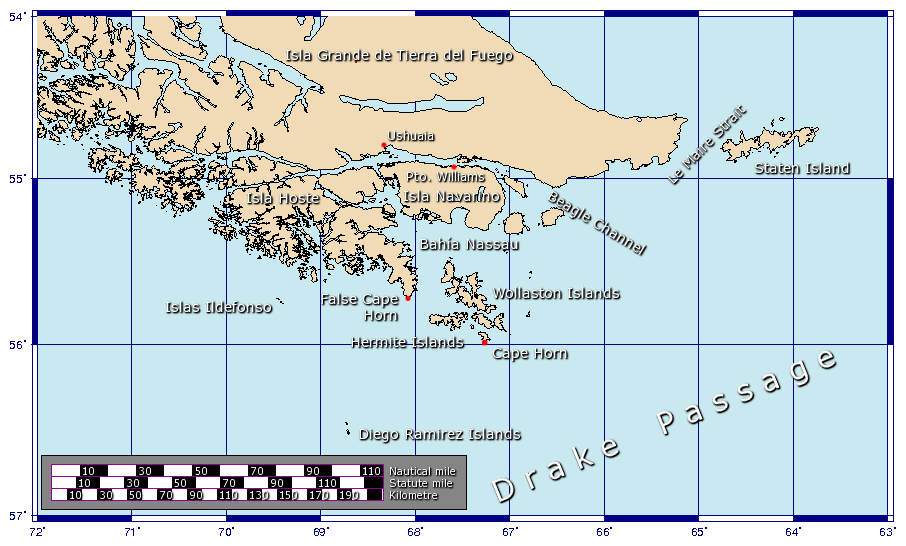

Мис Горн (ісп. Cabo de Hornos) — найпівденніший пункт материка Південної Америки, розташований на острові Горн, що на південь від Вогняної Землі. Відкритий 1616 року голландськими мореплавцями Якобом Лемером та Віллемом Схаутеном. Мис отримав назву рідного міста Схаутена — Горна.
Клімат на мисі рівний — температура протягом року коливається від −2 °C до +14 °C[джерело?]. Погода здебільшого вітряна й хмарна. Опади — у великій кількості протягом усього року.
На мисі розташований відомий маяк. Команда маяка складається всього з декількох осіб[джерело?].
Мис згадується в багатьох літературних творах. Один з найвідоміших — «Аварія корабля «Джонатан»» Жуля Верна.

## Відкриття
1615 року група купців з голландського міста Горн організувала експедицію для пошуку нового шляху в Ост-Індію. 25 травня з гавані Горна вийшли два судна: «Ендрахт» («Згода») і «Хорн». На борту обох суден було 87 осіб[джерело?]. Командував експедицією Віллем Схаутен, а торговим директором був Якоб Ле-Мер.
7 грудня вони досягли Патагонії, де витягли кораблі на пляж для очищення корпусів від налиплих черепашок і водоростей. Один з кораблів, «Хорн», під час чищення зайнявся й згорів майже дотла. Команда «Хорна» зібрала врятовані пожитки й перебралася на «Ендрахт». Плавання продовжилося.
24 січня 1616 корабель минув Магелланову протоку. Схаутен підозрював, що земля має десь скінчитися. Це сталося увечері 29 січня[джерело?]. Схаутен назвав південний край Америки мисом Горн, на честь рідного міста й загиблого судна.
Крім того, він довів, що Вогняна Земля — острів. Перетинаючи Тихий океан, експедиція відкрила кілька островів і цілих архіпелагів.
Нарешті, 26 жовтня 1616 корабель прибув до Батавії — центру голландської Ост-Індії. Однак після прибуття моряків, губернатор Батавії наказав заарештувати їх за порушення прав Ост-Індійської компанії, бо вони без дозволу пройшли Магеллановою протокою.
«Ендрахт» з вантажем було конфісковано. Схаутена, Ле-Мера й вірних їм моряків відіслали до Голландії, де на них чекав суд. Ле-Мер помер в дорозі.
Суд виправдав мандрівників, губернатора Батавії відкликали з посади, а батькові Ле-Мера повернули судно з усім вантажем.
Крім того, Ост-Індійська компанія оплатила морякам усі витрати, зокрема, відшкодування за смерть Ле-Мера. Схаутен опублікував свої шляхові щоденники 1619 року. Так мис Горн офіційно з'явився на картах.

## Цікавий факт
- Насправді мис Горн не є крайньою південною точкою Південної Америки, ні як континенту, ні як частини світу. Приблизно за 100 км на південний захід від мису Горн розташована невелика група островів Дієго-Рамірес, які і є найпівденнішою точкою частини світу. Найпівденніша континентальна ж точка — мис Фроуорд на півострові Брансвік[джерело?].
- Відповідно до старовинної морської традиції, кожен, хто обігнув мис Горн під вітрилами, отримує право носити срібну сережку в лівому вусі. Ті, хто на цьому не заспокоївся і зумів повторити такий подвиг, можете замінити срібло на золото[1][неавторитетне джерело].